# Placodiscus oblongifolius
Placodiscus oblongifolius là một cây rừng thuộc họ Sapindaceae. Đây là loài đặc hữu của rừng mưa Thượng Guinea vùng đất thấp của Tây Phi, trong đó các quần thể được nghiên cứu kỹ nhất là thuộc Ghana.